# Campionati mondiali di pentathlon moderno 1999
I campionati mondiali di pentathlon moderno 1999 si sono svolti a Budapest, in Ungheria, dove si sono disputate le gare maschili e femminili, individuali ed a squadre.

## Risultati

### Maschili
| Evento              | Oro                                               | Argento                                                             | Bronzo                                                          |
| Individuale         | Gábor Balogh                                      | Libor Capalini                                                      | Dmitrij Svatkovskij                                             |
| A squadre           | Ungheria Gábor Balogh Ákos Hanzély Péter Sárfalvi | Lituania Edvinas Krungolcas Andrejus Zadneprovskis Eugenius Senuita | Bielorussia Pavel Doŭhal' Andrej Smirnov Aleksandr Bysov        |
| Staffetta a squadre | Ungheria Gábor Balogh Ákos Hanzély Péter Sárfalvi | Russia Ėduard Zenovka Denis Stojkov Rustem Sabirchuzin              | Stati Uniti Vakht'ang Iagorashvili Velizar Iliev Scott Christie |

### Femminili
| Evento              | Oro                                                         | Argento                                                 | Bronzo                                                     |
| Individuale         | Zsuzsanna Vörös                                             | Elizaveta Suvorova                                      | Kim Raisner                                                |
| A squadre           | Russia Elizaveta Suvorova Marina Kolonina Tat'jana Muratova | Regno Unito Kate Allenby Sian Lewis Stephanie Cook      | Italia Fabiana Fares Claudia Cerutti Federica Foghetti     |
| Staffetta a squadre | Regno Unito Stephanie Cook Georgina Harland Sian Lewis      | Italia Emanuela Gabella Fabiana Fares Federica Foghetti | Bielorussia Galina Bashlakova Zhanna Shubenok Anna Vnukova |

## Medagliere
| Posizione | Paese         |   |   |   | Totale |
| --------- | ------------- | - | - | - | ------ |
| 1         | Ungheria      | 4 | 0 | 0 | 4      |
| 2         | Russia        | 1 | 2 | 1 | 4      |
| 3         | Gran Bretagna | 1 | 1 | 0 | 2      |
| 4         | Italia        | 0 | 1 | 1 | 2      |
| 5         | Rep. Ceca     | 0 | 1 | 0 | 1      |
| 5         | Lituania      | 0 | 1 | 0 | 1      |
| 7         | Bielorussia   | 0 | 0 | 2 | 2      |
| 8         | Germania      | 0 | 0 | 1 | 1      |
| 8         | Stati Uniti   | 0 | 0 | 1 | 1      |
| Totale    | Totale        | 6 | 6 | 6 | 18     |